# إيستي لودر (شخص)
إيستي لودر (بالإنجليزية: Estée Lauder)‏ (1908 - 2004) ولدت جوزفين إستر منزر بحي كوينز ب نيويورك. أسست مع زوجها جوزيف لودر مجموعة شركات إستي لودر لمستحضرات التجميل.

## روابط خارجية
- إيستي لودر على موقع IMDb (الإنجليزية)
- إيستي لودر على موقع الموسوعة البريطانية (الإنجليزية)
- إيستي لودر على موقع إن إن دي بي (الإنجليزية)